# Samuel Warren Carey
Samuel Warren Carey (Campbelltown, 1 de novembro de 1911 – Hobart, 20 de março de 2002) foi um geólogo australiano que advogou a teoria da deriva continental. Seu trabalho sobre reconstrução de placas tectônicas da Terra conduziu-o a desenvolver a Teoria da Expansão da Terra.

## Biografia
Carey nasceu em New South Wales e cresceu numa fazenda a três milhas de Campbelltown. A família mudou-se para a cidade para manter o jovem Carey na escola. Interessado em física e química durante o ensino médio conduziu as duas disciplinas para atender a seleção na Universidade de Sydney em 1929. Matemática era requerida e ele foi encorajado a estudar geologia como uma quarta disciplina. O departamento ficou sob influência do professor aposentado David Edgeworth. David influenciou Carey. O retrato dele ainda está presente onde era o escritório de Carey na Universidade.
Ele iniciou como estudante de geologia e tornou-se atraído por disciplinas de laboratório e trabalhos de campo; David fez o discurso inaugural. Junto com colegas de classe Alan Voisey e Dorothy York, ele ganhou altas distinções na universidade. Recebeu seu CAM em 1934 e foi nessa época que leu uma tradução do trabalho de 1924 de Alfred Wegener The Origin of Continents and Oceans (A Origem dos Continentes e Oceanos). Esse livro tornou-se responsável por introduzir o conceito da deriva continental para os acadêmicos de língua inglesa.
Carey serviu na II Guerra Mundial como tenente. Após a guerra, Carey era considerado um grande contribuidor da geologia e suas muitas contribuições às teorias e às propostas emergentes eram frequentemente adiantadas em relação à visão corrente. Os mapas e os dados produzidos de seu trabalho de campo em Nova Guiné foram procurados em seguida por coordenadores e por companheiros. Apoiou a deriva dos continentes propostos por Alfred Wegener e tinha-se decidido no mecanismo para isto quando se transformou na concepção aceitada. A Terra em expansão de Carey tinha muitas semelhanças com o modelo atual, incluindo os supercontinentes que dividem-se e que vão à deriva, zonas da crosta nova que está sendo gerada em cumes oceanicos profundos e outros fenômenos de uma crosta ativa.
Sua teoria deu o “mecanismo” para esta como uma terra de expansão; visto que a nova teoria da Tectônica de Placas a esclareceu com subducção. Apesar da aceitação eventual da expansão da placa e o paradigma da subducção sobre a teoria de Carey, ele fez amplas contribuições substanciais ao campo de tectônica e à influência considerável na aceitação inicial da deriva continental sobre um modelo de estática. Em 1946, formou-se professor fundando a geologia na universidade de Tasmânia. Aposentou-se desta posição 30 anos mais tarde, em 1976. Ele, e um pequeno número outros de investigadores, continuaram a suportar e investigar modelos de expansão da terra.
Carey cunhou algumas frases como "Subducção é um mito", "O local mais provável para o erro encontra-se no mais fundamental de nossas crenças" e "Subducção existe somente na mente de seus criadores" De fato ressalta que há uma extensão muito maior de quilômetros lineares de cadeias mesoceânicas, onde ocorre formação e expansão do assoalho oceânico, de que quilômetros lineares das chamadas zonas de subducção.

## Publicações

### Livros
The Expanding Earth, 448 pp., Elsevier, Amsterdam 1976
Theories of the Earth and Universe, 206 pp., Stanford University Press. 1988
Earth Universe Cosmos - University of Tasmania. 1996

### Ensaios
1958: The tectonic approach to continental drift. In: S. W. Carey (ed.): Continental Drift – A Symposium. University of Tasmania, Hobart, 177-363 (expanding Earth from p. 311 to p. 349)
1961. Palaeomagnetic evidence relevant to a change in the Earth's radius. Nature 190, pp 36.
1963: The asymmetry of the Earth. Australian Journal of Science 25, pp 369-383 and 479-488.
1970: Australia, New Guinea, and Melanasia in the current revolution in concepts of the evolution of the Earth. Search 1 (5), pp 178-189
1975: The Expanding Earth – an Assay Review. Earth Science Reviews, 11, 105-143.
1986: La Terra in espansione. Laterza, Bari.